# پل نه‌قوس
پل نُه‌قوس (مجاری: Kilenclyukú híd) شناخته‌شده‌ترین نماد پارک ملی هورتوبادی در دشت بزرگ مجارستان است. این پل قوسی، درازترین پل جاده سنگی در مجارستان تا پیش از سال ۱۹۲۱ بود. این پل میان سال‌های ‍۱۸۲۷ و ۱۸۳۳ در سبک کلاسیک ساخته شد.

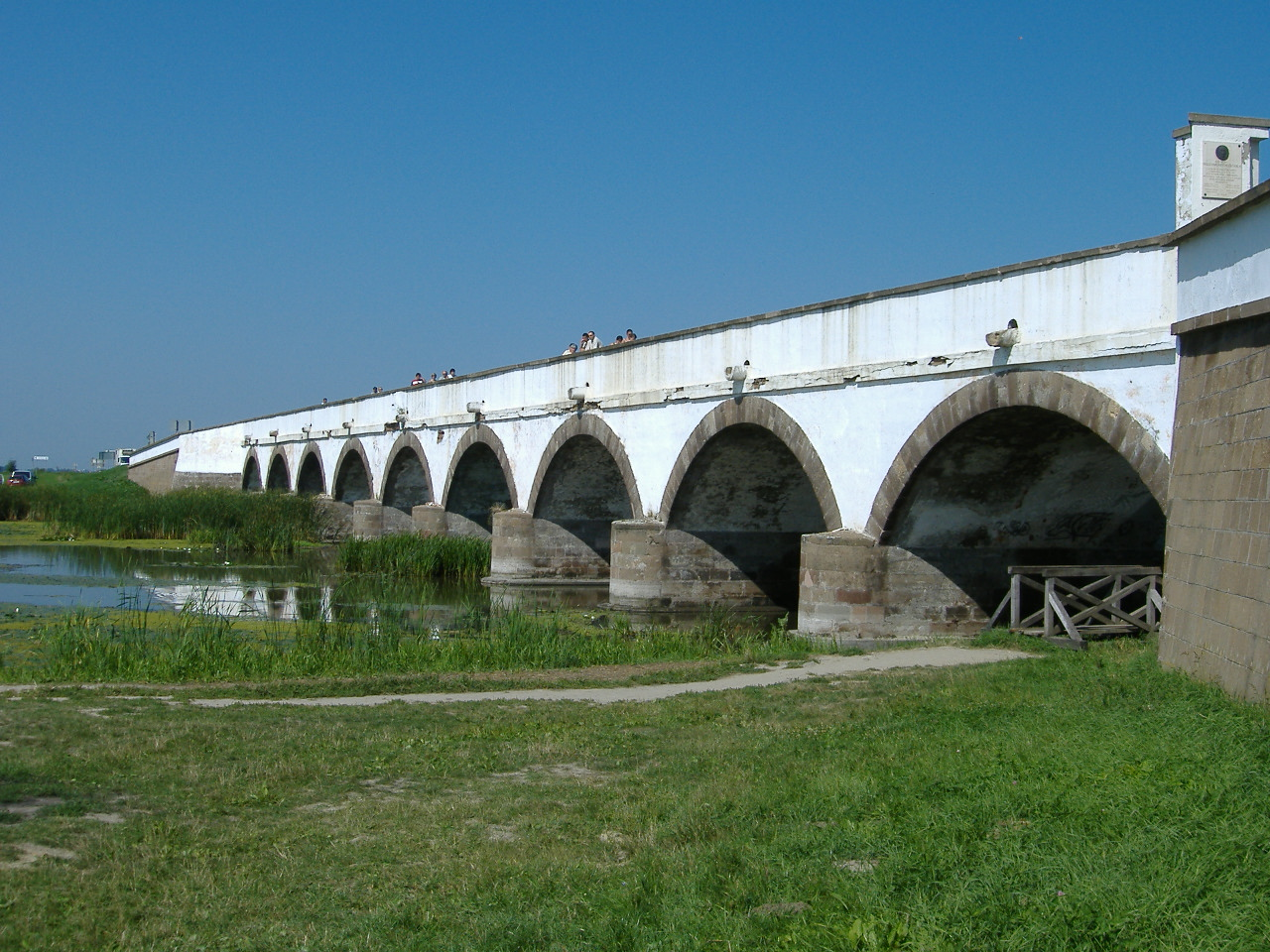
پل نه‌قوس

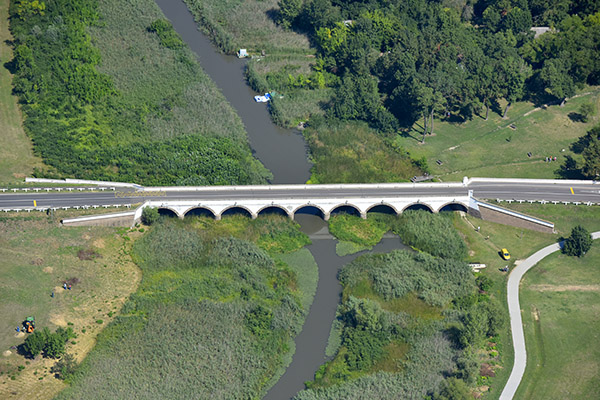
پل نه‌قوس در پارک ملی هورتوبادی